# Hamilton Sabot
Hamilton Aurélien Evan Sabot (* 31. Mai 1987 in Cagnes-sur-Mer) ist ein ehemaliger französischer Turner.

## Erfolge
Hamilton Sabot nahm 2008 in Peking erstmals an den Olympischen Spielen teil. Den Einzelmehrkampf beendete er auf dem 30. Platz und belegte mit der französischen Mannschaft im Mannschaftsmehrkampf den achten Rang. In den fünf übrigen Einzeldisziplinen kam Sabot nicht über die Qualifikation hinaus: Am Barren belegte er Rang 30, am Pauschenpferd Rang 46, am Boden und an den Ringen jeweils Rang 48 und am Reck den 59. Platz. 
Bei den Mittelmeerspielen 2009 in Pescara sicherte er sich vier Medaillengewinne: am Pauschenpferd und im Mannschaftsmehrkampf gewann er jeweils die Silber- und am Reck sowie im Einzelmehrkampf jeweils die Bronzemedaille. Zwei weitere Bronzemedaillen kamen bei den Europameisterschaften 2010 in Birmingham hinzu. Sowohl am Barren als auch mit der Mannschaft beendete Sabot den Wettkampf auf dem dritten Platz.
Sein größter Erfolg in einer Einzeldisziplin gelang ihm schließlich bei den Olympischen Spielen 2012 in London am Barren. Als Neunter der Qualifikation mit 15,366 Punkten zog Sabot ins Finale ein und erzielte in diesem eine Punktzahl von 15,566 Punkten. Damit gelang ihm hinter Feng Zhe aus China, der mit 15,966 Punkten Olympiasieger wurde, sowie dem zweitplatzierten Deutschen Marcel Nguyen mit 15,800 Punkten das drittbeste Ergebnis und gewann somit die Bronzemedaille. Mit der Mannschaft belegte er erneut den achten Rang, während er am Reck mit Rang 20, am Pauschenpferd mit Rang 30 und an den Ringen mit Rang 36 ein weiteres Mal jeweils den Finaleinzug verpasste.
Nach seinem Medaillengewinn bei den Olympischen Spielen 2012 erhielt er zu Beginn des Jahres 2013 das Ritterkreuz des Ordre national du Mérite.